# Шойка
Шо́йка — река в России, протекает по Куженерскому району Республики Марий Эл. Устье реки находится в 48 км от устья реки Ировки по правому берегу. Длина реки составляет 25 км, площадь водосборного бассейна — 131 км².
Исток реки у деревни Паманшур в 7 км к юго-востоку от посёлка Куженер. Исток находится рядом с истоком Немды, здесь проходит водораздел бассейнов Илети и Вятки. Река течёт на юго-восток, протекает деревни Мари Шои, Русские Шои, Аганур. Впадает в Ировку у деревни Шойдум.

## Данные водного реестра
По данным государственного водного реестра России относится к Верхневолжскому бассейновому округу, водохозяйственный участок реки — Волга от Чебоксарского гидроузла до города Казань, без рек Свияга и Цивиль, речной подбассейн реки — Волга от впадения Оки до Куйбышевского водохранилища (без бассейна Суры). Речной бассейн реки — (Верхняя) Волга до Куйбышевского водохранилища (без бассейна Оки).
Код объекта в государственном водном реестре — 08010400712112100001616.